# Ray Liotta
Raymond Allen „Ray” Liotta (n. 18 decembrie 1954, Newark, New Jersey, SUA – d. 26 mai 2022, Santo Domingo, Republica Dominicană) a fost un actor american. A câștigat Premiul Emmy și a fost nominalizat la Globul de Aur. Este cunoscut pentru rolurile Henry Hill în Băieți buni (Goodfellas), Shoeless Joe Jackson în Terenul de baseball (Field of Dreams) sau Tommy Vercetti din jocul video Grand Theft Auto: Vice City.

## Biografie
S-a născut în Newark, New Jersey și a fost adoptat la vârsta de șase luni de Mary Liotta, un funcționar desemnat al localității, și de Alfred Liotta, proprietarul unui magazin de piese auto, director de personal, precum și președinte al unui club local al Democraților. Ambii părinții au candidat fără succes la alegerile locale. Liotta credea că părinții săi biologici erau de origine scoțiană și italiană, dar în cele din urmă când s-a întâlnit cu mama sa biologică a descoperit că ea nu este de origine italiană. În 1973, Liotta a absolvit Union High School din New Jersey și a intrat în sala faimei a școlii în 1992. Liotta a studiat actoria la Universitatea din Miami, interpretând roluri la Jerry Herman Ring Theatre (teatrul studențesc al Universității).

## Filmografie

### Film
| An   | Film                                          | Rol                             | Note                                        |
| ---- | --------------------------------------------- | ------------------------------- | ------------------------------------------- |
| 1980 | Hardhat and Legs                              | Family                          | Film de televiziune                         |
| 1981 | Crazy Times                                   | Johnny "Wizard" Lazarra         | Film de televiziune                         |
| 1983 | The Lonely Lady                               | Joe Heron                       |                                             |
| 1986 | Something Wild                                | Ray Sinclair                    |                                             |
| 1987 | Arena Brains                                  | The Artist                      | Film de scurtmetraj                         |
| 1988 | Dominick and Eugene                           | Eugene "Gino" Luciano           |                                             |
| 1989 | Field of Dreams                               | Shoeless Joe Jackson            |                                             |
| 1990 | Goodfellas                                    | Henry Hill                      |                                             |
| 1991 | Women & Men 2: In Love There Are No Rules     | Martin Meadows                  | Film de televiziune                         |
| 1992 | Article 99                                    | Dr. Richard Sturgess            |                                             |
| 1992 | Unlawful Entry                                | Officer Pete Davis              | Nominated: MTV Movie Award for Best Villain |
| 1994 | No Escape                                     | Capt. J.T. Robbins              |                                             |
| 1994 | Corrina, Corrina                              | Manny Singer                    |                                             |
| 1995 | Operation Dumbo Drop                          | Capt. T.C. Doyle                |                                             |
| 1996 | Unforgettable                                 | Dr. David Krane                 |                                             |
| 1997 | Turbulence                                    | Ryan Weaver                     |                                             |
| 1997 | Cop Land                                      | Det. Gary "Figgsy" Figgis       |                                             |
| 1998 | Phoenix                                       | Harry Collins                   | plus co-producător                          |
| 1998 | The Rat Pack                                  | Frank Sinatra                   | Film de televiziune                         |
| 1999 | Muppets from Space                            | Gate Guard # 1                  | Cameo                                       |
| 1999 | Forever Mine                                  | Mark Brice                      |                                             |
| 2000 | Pilgrim                                       | Jack                            |                                             |
| 2000 | A Rumor of Angels                             | Nathan Neubauer                 |                                             |
| 2001 | Hannibal                                      | Paul Krendler                   |                                             |
| 2001 | Heartbreakers                                 | Dean Cummano / Vinny Staggliano |                                             |
| 2001 | Blow                                          | Fred Jung                       |                                             |
| 2002 | Narc                                          | Det. Lt. Henry Oak              | plus producător                             |
| 2002 | John Q                                        | Chief Gus Monroe                |                                             |
| 2002 | Ticker                                        | FBI Agent                       | Short film                                  |
| 2002 | Point of Origin                               | John Leonard Orr                | Film de televiziune                         |
| 2003 | Identity                                      | Samuel Rhodes                   |                                             |
| 2004 | The Last Shot                                 | Jack Devine                     |                                             |
| 2004 | Control                                       | Lee Ray Oliver                  | Direct-to-DVD                               |
| 2005 | Revolver                                      | Dorothy Macha                   |                                             |
| 2005 | Slow Burn                                     | Ford Cole                       | plus co-producător executiv                 |
| 2006 | Even Money                                    | Tom Carver                      |                                             |
| 2006 | Take the Lead                                 |                                 | Executive producer                          |
| 2006 | Local Color                                   | John Talia Sr.                  |                                             |
| 2006 | Comeback Season                               | Walter Pearce                   |                                             |
| 2006 | Smokin' Aces                                  | Donald Carruthers               |                                             |
| 2007 | Wild Hogs                                     | Jack Blade                      |                                             |
| 2007 | In the Name of the King: A Dungeon Siege Tale | Gallian                         |                                             |
| 2007 | Battle in Seattle                             | Mayor Jim Tobin                 |                                             |
| 2007 | Bee Movie                                     | Himself (voce)                  |                                             |
| 2008 | Hero Wanted                                   | Det. Terry Subcott              |                                             |
| 2009 | Crossing Over                                 | Cole Frankel                    |                                             |
| 2009 | Observe and Report                            | Det. Harrison                   |                                             |
| 2009 | Powder Blue                                   | Jack Doheny                     |                                             |
| 2009 | La Linea                                      | Mark Shields                    | Also executive producer                     |
| 2009 | Youth in Revolt                               | Lance Wescott                   |                                             |
| 2010 | Crazy on the Outside                          | Gray                            |                                             |
| 2010 | Date Night                                    | Joe Miletto                     | Uncredited                                  |
| 2010 | Snowmen                                       | Reggie Kirkfield                |                                             |
| 2010 | Chasing 3000                                  | Adult Mickey                    |                                             |
| 2010 | Charlie St. Cloud                             | Florio Ferrente                 |                                             |
| 2011 | The Details                                   | Peter Mazzoni                   |                                             |
| 2011 | The Son of No One                             | Captain Marion Mathers          |                                             |
| 2011 | All Things Fall Apart                         | Dr. Brintall                    |                                             |
| 2011 | Street Kings: Motor City                      | Marty Kingston                  | Direct-to-DVD                               |
| 2011 | The River Murders                             | Jack Verdon                     |                                             |
| 2011 | Field of Dreams 2: Lockout                    | Roger Goodell                   | Short film                                  |
| 2011 | Breakout                                      | Jim                             |                                             |
| 2011 | The Entitled                                  | Richard Nader                   |                                             |
| 2012 | Wanderlust                                    | Himself                         | Cameo                                       |
| 2012 | Killing Them Softly                           | Markie Trattman                 |                                             |
| 2012 | Breathless                                    | Sheriff Cooley                  |                                             |
| 2012 | The Iceman                                    | Roy DeMeo                       |                                             |
| 2012 | The Place Beyond the Pines                    | Deluca                          |                                             |
| 2012 | Yellow                                        | Afai                            |                                             |
| 2012 | Bad Karma                                     | Molloy                          |                                             |
| 2012 | Dear Dracula                                  | Count Dracula (voce)            | Direct-to-DVD                               |
| 2012 | Abominable Christmas                          | Abominable Dad (voce)           | Film de televiziune                         |
| 2013 | The Devil's in the Details                    | Dr. Robert Michaels             |                                             |
| 2013 | Pawn                                          | Man in the Suit                 |                                             |
| 2013 | Suddenly                                      | Todd Shaw                       |                                             |
| 2014 | Better Living Through Chemistry               | Jack Roberts                    |                                             |
| 2014 | Muppets Most Wanted                           | Big Papa                        |                                             |
| 2014 | The Identical                                 | Reece Wade                      |                                             |
| 2014 | Sin City: A Dame to Kill For                  | Joey                            |                                             |
| 2014 | Revenge of the Green Dragons                  | Michael Bloom                   |                                             |
| 2014 | Stretch                                       | Himself                         |                                             |
| 2014 | Kill the Messenger                            | John Cullen                     |                                             |
| 2015 | Flock of Dudes                                | Uncle Reed                      |                                             |
| 2015 | Alone                                         | Mr. Ancillia                    | Post-producție                              |
| 2015 | Sticky Notes                                  | Jack                            | Post-producție                              |
| 2015 | Go with Me                                    |                                 | Post-producție                              |

### Television
| Year      | Title                  | Role               | Notes |
| --------- | ---------------------- | ------------------ | --- |
| 1980–1981 | Another World          | Joey Perrini #2    | 8 episoade |
| 1983      | St. Elsewhere          | Murray             | Episodul "Rain" |
| 1983      | Casablanca             | Sacha              | 5 episoade |
| 1984      | Mike Hammer            | Tony Cable         | Episodul "Kill Devil" |
| 1985      | Our Family Honor       | Officer Ed Santini | 10 episoade |
| 1995      | Frasier                | Bob (voce)         | Episodul "Frasier Grinch" |
| 2001      | Family Guy             | Zack (voce)        | Episodul "Brian Does Hollywood" |
| 2001–2002 | Just Shoot Me!         | Himself            | 2 episoade |
| 2004      | ER                     | Charlie Metcalf    | Episodul "Time of Death" Primetime Emmy Award for Outstanding Guest Actor in a Drama Series Prism Award for Best Performance in a Drama Series Episode |
| 2006–2007 | Smith                  | Bobby Stevens      | 7 episoade |
| 2008      | SpongeBob SquarePants  | Trevor (voce)      | Episodul "What Ever Happened to SpongeBob?" |
| 2010      | Hannah Montana Forever | Principal Luger    | Episodul "Hannah Montana to the Principal's Office" |
| 2011      | The League             | Mr. Hudabega       | Episodul "Yobogoya!" |
| 2012      | Phineas and Ferb       | Himself (voce)     | Episodul "What A Croc!" |
| 2012      | NTSF:SD:SUV::          | Jason              | Episodul "Wasilla Hills Cop" |
| 2014      | The Money              | George Archer      | Pilot |
| 2015      | Texas Rising           | Lorca              | 5 episoade |

### Jocuri video
| An   | Titlu                       | Rol                   | Note                                                                                                   |
| ---- | --------------------------- | --------------------- | --- |
| 2002 | Grand Theft Auto: Vice City | Tommy Vercetti (voce) | G-Phoria Award for Best Male Voice Performance Spike Video Game Awards for Best Performance by a Human |
| 2013 | Call of Duty: Black Ops II  | Billy Handsome (voce) | Mob of the Dead DLC                                                                                    |

### Teatru
| An   | Titlu | Rol  | Note     |
| ---- | ----- | ---- | -------- |
| 2004 | Match | Mike | Broadway |

### Videoclipuri
| An   | Titlu               | Album                          | Rol         |
| ---- | ------------------- | ------------------------------ | ----------- |
| 2014 | "Lovers on the Sun" | Listen by David Guetta         | The Villain |
| 2015 | "Bloodstream"       | × by Ed Sheeran and Rudimental |             |